# Língua catuquina-pano
A língua catuquina-pano é uma língua indígena da família pano falada na amazônia brasileira, no estado do Acre, pelo grupo indígena Noke Koi, reconhecidos pelo governo como katukina. Esse grupo habita terras situadas a Terra Indígena do Rio Campinas e a Terra Indígena do Rio Gregório no estado do Acre. Dados da Comissão Pró Índio do Acre indicam uma população de 895 falantes no ano de 2017. A língua é classificada pelo Endangered Languages Project como em risco de extinção. Entretanto, a língua é classificada no Expanded Graded Intergenerational Disruption Scale como vigorosa, ou seja, ela é utilizada para a comunicação entre seus falantes de todas as gerações, sendo então sustentável.

## Etimologia
O termo katukina não faz parte do léxico pano e nem mesmo os próprios indígenas Noke Koi entendem o significado deste termo, entendendo que o nome foi dado pelo governo, sendo provavelmente aceito devido ao termo katukina ser associado normalmente a indígenas dóceis (isso explicaria a existência de mais de um grupo katukina), como uma estratégia para a sobrevivêcia e não dizimação.
O termo katukina teria origem no termo “ka-tukanɨ”, de origem Arauaque que significa 'alguém que fala um língua' que em contato com estrangeiros (espanhóis e portugueses) teve seu significado alterado para representar pessoas que falassem línguas indígenas, diferenciando-os dos espanhóis e portugueses. 

## Distribuição
A língua catuquina-pano está presente na Amazônia brasileira, no estado do Acre. Esse grupo habita a [[Terra Indígena do Rio Gregório, localizada no município de Tarauacá e a Terra Indígena do Rio Campinas, localizada no munícipio de Cruzeiro do Sul, ambos no estado do Acre. Aproximadamente 80% da população katukina se encontra nas Terras Indígenas do Rio Campinas, enquanto 20% estão nas Terras Indígenas do Rio Gregório.

#### Dialetos relacionados
O continuum catuquina-pano engloba as línguas iauanauás como próximas e influentes em sua estrutura, devido principalmente à proximidade territorial e o contato entre as línguas. Ainda, há evidencias de que catuquina-pano seria uma mistura de wani-náwa, kama-náwa e nái-náwa, sub-grupos internos do povo katukina que se misturaram em algum momento, resultando na formação do catuquina-pano.

## Fonologia

### Fones

#### Vogais
|               | Anterior        | Anterior        | Central         | Central         | Posterior       | Posterior   | Posterior   |
| ------------- | --------------- | --------------- | --------------- | --------------- | --------------- | ----------- | ----------- |
|               | Não-arredondado | Não-arredondado | Não-arredondado | Não-arredondado | Não-arredondado | Arredondado | Arredondado |
|               | Oral            | Nasal           | Oral            | Nasal           | Oral            | Oral        | Nasal       |
| Muito fechado | i               | ĩ               | ɨ               |                 |                 | u           | ũ           |
| Fechado       | ɪ               | ɪ̃               |                 |                 |                 | ʊ           | ʊ̃           |
| Médio fechado | e               | ẽ               |                 |                 |                 | o           | õ           |
| Médio         |                 |                 | ə               | ə̃               |                 |             |             |
| Médio aberto  | ɛ               |                 |                 |                 |                 | ɔ           |             |
| Aberto        |                 |                 | ɐ               |                 |                 |             |             |
| Muito aberto  |                 |                 | a               |                 | ɑ               |             |             |

#### Consoantes
|             | Bilabial | Dental | Alveolar | Retroflexo | Alveopalatal | Palatal | Velar | Uvular | Glotal |
| ----------- | -------- | ------ | -------- | ---------- | ------------ | ------- | ----- | ------ | ------ |
| Plosiva     | p b      | t̪ d̪    |          |            | t d          | c ɟ     | k ɡ   | q ɢ    | ʔ      |
| Africada    |          |        | t͡s d͡z    |            |              |         |       |        |        |
| Nasal       | m        | n̥      | n        |            |              | ɲ       | ŋ     |        |        |
| Tepe        |          |        | r        |            |              |         |       |        |        |
| Fricativa   | ɸ β      |        | s z      | ʂ ʐ        | ʃ ʒ          |         |       |        | h      |
| Aproximante | w        |        |          |            |              | j       |       |        |        |

O fone consonantal [?] somente pode ocorrer no final de palavras, enquanto o fone consonantal [h] somente ocorre no ínicio delas.

### Fonemas

#### Vogais
|               | Anterior        | Central         | Posterior   |
| ------------- | --------------- | --------------- | ----------- |
|               | Não-arredondado | Não-arredondado | Arredondado |
|               | Oral            | Oral            | Oral        |
| Muito fechado | i               | ɨ               | u           |
| Muito aberto  |                 | a               |             |

#### Consoantes
|             | Bilabial | Dental | Alveolar | Retroflexo | Alveopalatal | Palatal | Velar |
| ----------- | -------- | ------ | -------- | ---------- | ------------ | ------- | ----- |
| Plosiva     | p        | t̪      |          |            | t            |         | k     |
| Africada    |          |        | t͡s       |            |              |         |       |
| Nasal       | m        | n      |          |            |              | ɲ       |       |
| Tepe        |          |        | r        |            |              |         |       |
| Fricativa   |          |        | s        | ʂ          | ʃ            |         |       |
| Aproximante | w        |        |          |            |              | j       |       |

## Ortografia
A língua Katukina possui um alfabeto com as seguintes letras: a, i, u, t, k, ts, tx, s, m, n, w, y, ɨ, ʃ, ɾ, ʂ e β. Sendo /β/ = v, /ʂ/ = ch, /ɾ/ = r, /ʃ/ = x, /ɨ/ = e, ficando com um alfabeto escrito de forma latina do seguinte modo:  a, i, e, u, t, k, ts, tx, s, x, ch, r, m, n, w, y e v. Tal proposta realizada por Aguiar tem como objetivo uma maior praticidade, facilidade gráfica e entendimento da língua por parte de leigos.

## Gramática

### Pronomes
Há, na língua katukina pano, apenas pronomes pessoais e demonstrativos, não havendo portanto pronomes possessivos, relativos e interrogativos, sendo o pronome este o único exemplo encontrado para o caso de pronomes demonstrativos, ainda, no caso de pronomes pessoais, há a diferenciação entre o pronome nós incluso e excluso. Abaixo se encontram a lista desses pronomes:

#### Pessoais
| katukina pano | português    |
| ------------- | ------------ |
| ɨa            | eu           |
| mia           | você         |
| nukɨ          | nós          |
| haa           | ele/ela      |
| hatu          | nós(excluso) |
| matu          | eles/elas    |
| kuyusca       | vocês        |

#### Demonstrativos
| katukina pano | português |
| ------------- | --------- |
| nɨa           | este      |

### Substantivos

#### Número
A quantificação em katukina pano é dividida em três diferentes casos: singular, dual e plural, analisaremos cada um dos três casos separadamente.
Singular
A quantificação no singular pode ser feita omitindo uma manifestação morfólogica ou pelo termo wistɨs após o nome que queremos quantificar, como nos exemplos abaixo:
| Sentença em katukina pano    | Tradução                        |
| ---------------------------- | ------------------------------- |
| kura βuyka paki-ta ai        | A borracha caiu no chão         |
| kura wistɨs βuyka paki-ta ai | Uma única borracha caiu no chão |

Na qual as expressões possuem significados idênticos.
Dual
Para o caso de algo relacionado a dois elementos, há dois termos possíveis, um (raβi) para duplas (coisas que estão necessariamente juntas) e outro (niska-βuin-kuin) para coisas independentes entre si. A utilização dos dois termos pode ser observado na diferença de significado entre as duas sentenças abaixo:
| Sentença em katukina pano | Tradução             |
| ------------------------- | -------------------- |
| iʃi raβi                  | duas estrelas juntas |
| iʃi niska-βuin-kuin       | duas estrelas        |

Plural
Para o plural, temos três diferentes termos para especificar conjuntos de 3,4 e 5 elementos (niska-βuin-kuin-wistɨs, nɨati e muβi, respectivamente), para mais que 2 elementos e possivelmente menos que 5, porém com quantidade não especificada usa-se o sufixo βu, já para conjuntos com mais de 5 elementos usa-se a palavra uti, que significa muito. Como nos exemplos abaixo:
| Sentença em katukina pano        | Tradução                                                      |
| -------------------------------- | ------------------------------------------------------------- |
| huni-βu awa nami papi-βu βaí-βu  | Os homens (5 ou menos) trouxeram carne de anta nas costas     |
| huni uti awa nami papi-βu βaí-βu | Muitos homens (mais que 5) trouxeram carne de anta nas costas |
| kaman niska-βuin-kuin-wistɨs     | Três cachorros                                                |
| kaman nɨati                      | Quatro cachorros                                              |
| kaman muβi                       | Cinco cachorros                                               |

#### Derivação e composição
Na língua katukina pano, as palavras muitas vezes são formadas através de derivação, tanto por sufixação quanto por prefixação como nas palavras wi-mani 'banana nanica', na qual wi possui o significado de pequeno/nanico e mani signifca banana, sendo um caso de prefixação e uti-pa 'mais que muito', na qual uti significa muito e pa tem sentido de mais. Não há casos de palavras formas pela adição de infixos. Há também em katukina pano formação de palavras através de composição, sendo o recurso mais utilizado para a criação de novas palavras, como na palavra matʃi-tini (matʃi = frio e tini = tempo) que significa inverno. Sendo esses dois (composição e derivação) os únicos tipos possíveis de formação de palavras em katukina pano.

### Verbos

#### Tempo
Para marcar tempo, acrescenta-se as palavras βai para indicar passado, ai para indicar presente e kai para indicar futuro, logo após o verbo. Os advérbios são encarregados por especificarem os tempos marcados por uma das três sentenças acima, ainda, há a possibilidade de βai, ai, kai serem negligenciados e aparecer somente algum advérbio de tempo no ínicio da sentença (prática comum as línguas índigenas) ou até mesmo não aparecer nenhum dos dois (βai, ai, kai ou advérbios), sendo a não aparição desses itens rara. βai, ai, kai também podem aparecer sem necessariamente um verbo, apenas indicando tempo, como pode ser observado nas sentenças a seguir haa βupi ai e haa βupi βai (haa = ele, βupi = doente), que significam respectivamente ele está doente e ele estava doente.

### Sentença
A sentença em katukina pano comumente utilizada é SOV, também existem outros três tipos de ordem para as sentenças, OSV, OVS e OV, todas derivadas de diferentes processos sintáticos, sendo todos eles de ocorrência efetiva muito baixa em comparação a ordem SOV.

## Vocabulário

### Textos
Segue abaixo exemplo de textos curtos em katukina pano, com sua respectiva tradução.
| Textos em katukina pano | Tradução |
| --- | --- |
| saβanun munutain ɾuapanun. mia kintanun. mia munutama kai. matʃu anun taβata anun atsa anun mani anunʂunpa anun kankan anun kari anun tsatsa anun nami anun ɾuɾu anun βimi anun munutaiʂun pii kai | Sábado tem dança boa. Você vai quinta. Você não vai dançar. Vai ter para se consumir caiçuma, cana, mandioca, banana, mamão, abacaxi, batata, peixe, carne, farinha, arroz e dança. |
| kukan hunu atan naa. nɨa βaɾinββi nukɨn ainβaun hunu pasa aβaiβu. ɾama nukɨn hunu pasa piai. nɨa hunu pasa ɾuapa kuinaka | O tio mata porco. Hoje nossas mulheres fizeram ensopado de porco. Agora nós estamos comendo ensopado de porco. Esse ensopado de porco é muito bom. |
| ɨan wai kuapai imɨnaan ui au, hɨkɨsaitʃuʂun wai kuayamai. ɨn βaɾi nɨskaβɨkuinska βaɾi aitʃuʂun in wai kuaʂun ɨ wai βɨsuaʂun ɨ wai βisun aʂun haskapaska taʂa puta ʂun mɨi iʃtʃapaβus βanapai. wai kuama iki ai, βasi nɨskaβɨkuinska βaɾi ai wai βɨsuaʂun ɨn ai. kaɾi nun, ʂunpa nun puanuan βanapai iki kuai hupai iki nɨa βarin ui iamai. ʂaβama βɨsuai kapai iki nɨa βaɾin wɨstiska manayuai. haa wɨstiβi mɨiti iki tʃunβiʂun mainska matʃapai imɨnan kuamapan iki ai. kuuyamai uiki haskapan ɾakaʂun huuai. βaritʃinɨnɾiβitʃa ɨa haamɨmɨs tasta uβuaʂun βuβas kuakatʃai. mani wɨstis matʃapai iki. | Queria queimar meu roçado, mas devido à chuva, não pude. Com dois dias de sol depois de queimar e cuidar do roçado vou plantar coisas miúdas. Mas faz dois dias que espero para poder cuidar do roçado e não posso. Cheguei querendo plantar batata doce, mamão e cará, mas a chuva não permitiu. Só vou esperar até amanhã, depois vou embora. Somente esses dias queria banana, mas não deu para queimar o roçado. |

## Menções
- A língua katukina pano foi homenageada na edição da Olimpíada Brasileira de Linguística de 2012, que recebeu o nome Noke Vana.[26]
- A língua katukina pano foi assunto de um problema da edição Mascate da Olimpíada Brasileira de Linguística, no ano de 2021[27] abordando as formas de construção de palavra na língua.

## Ligações Externas
- Katukina-pano no Glottolog
- Katukina-pano no Povos Indígenas no Brasil
- Waninnawa no Multitree
- Katukina panoan no Ethnologue
- The Intercontinental Dictionary Series-Catuquina